# Квятковский, Михаил Фёдорович
Михаил Фёдорович Квятковский (3 февраля 1882—1950) — эсер, член Всероссийского учредительного собрания, лесничий, позднее — ученый, инженер, специалист по деревообработке.

## Биография
По сословному происхождению из крестьян. В 1907 году выпускник Лесного института. Служил лесничим. С 1898 находился под политическим надзором. Член партии социалистов-революционеров. Служил в Русской императорской армии ефрейтором 14-го стрелкового полка. В 1907 году арестован в Одессе по подозрению в принадлежности к Военной организации партии эсеров
С 1908 года поселился в городе Архангельске (по другим сведениям был там в политической ссылке). 14 октября 1913 года стал членом-учредителем «Общества внешкольного образования имени Н. А. Варпаховского». В июне 1917 году избран председателем губернской земской управы, председателем губернского земельного комитета и товарищем председателя губернского Совета Крестьянских депутатов. Как делегат участвовал в работе I-го Всероссийского съезда Советов Рабочих и солдатских депутатов. Гласный архангельской городской думы. В июне 1917. 
27 ноября 1917 года избран во Всероссийское учредительное собрание в Архангельском избирательном округе по списку № 3 (эсеры и Совет Крестьянских Депутатов).
Летом 1918 арестован ЧК. Позднее в советское время жил в Москве, работал на ответственных постах в лесопромышленности. В 1927 году был редактором отдела технология дерева «Технической энциклопедии». В 1929 году перешёл с должности Заместителя Начальника Главлесбума на должность заместителя Заведующего Древстроем .
В 1930 арестован по делу «Промпартии», был в заключении. Затем служил в научно-исследовательском институте древесины.
Имел ряд патентов и изобретений: в 1922 году «Устройство для разметки подлежащих сортированию и резанию лесных материалов» (совместно с Н. С. Войтинским); в 1940 году «Способ приготовления древесно-угольных брикетов» (совместно с А. Л. Пирятинским); в 1944 — «Реторта для термической обработки измельченных органических веществ» и «Разъемное днище для бочек». В 1944 году возглавил вновь созданную кафедру лесопильно-строгальных производств Московского лесотехнического института (позднее кафедра технологии лесопиления и деревообработки, ныне кафедра Древесиноведения и технологии деревообработки Мытищинского филиала МГТУ им. Н. Э. Баумана). Получил звание профессора. Возглавлял её до своей скоропостижной смерти 1950 году.

## Семья

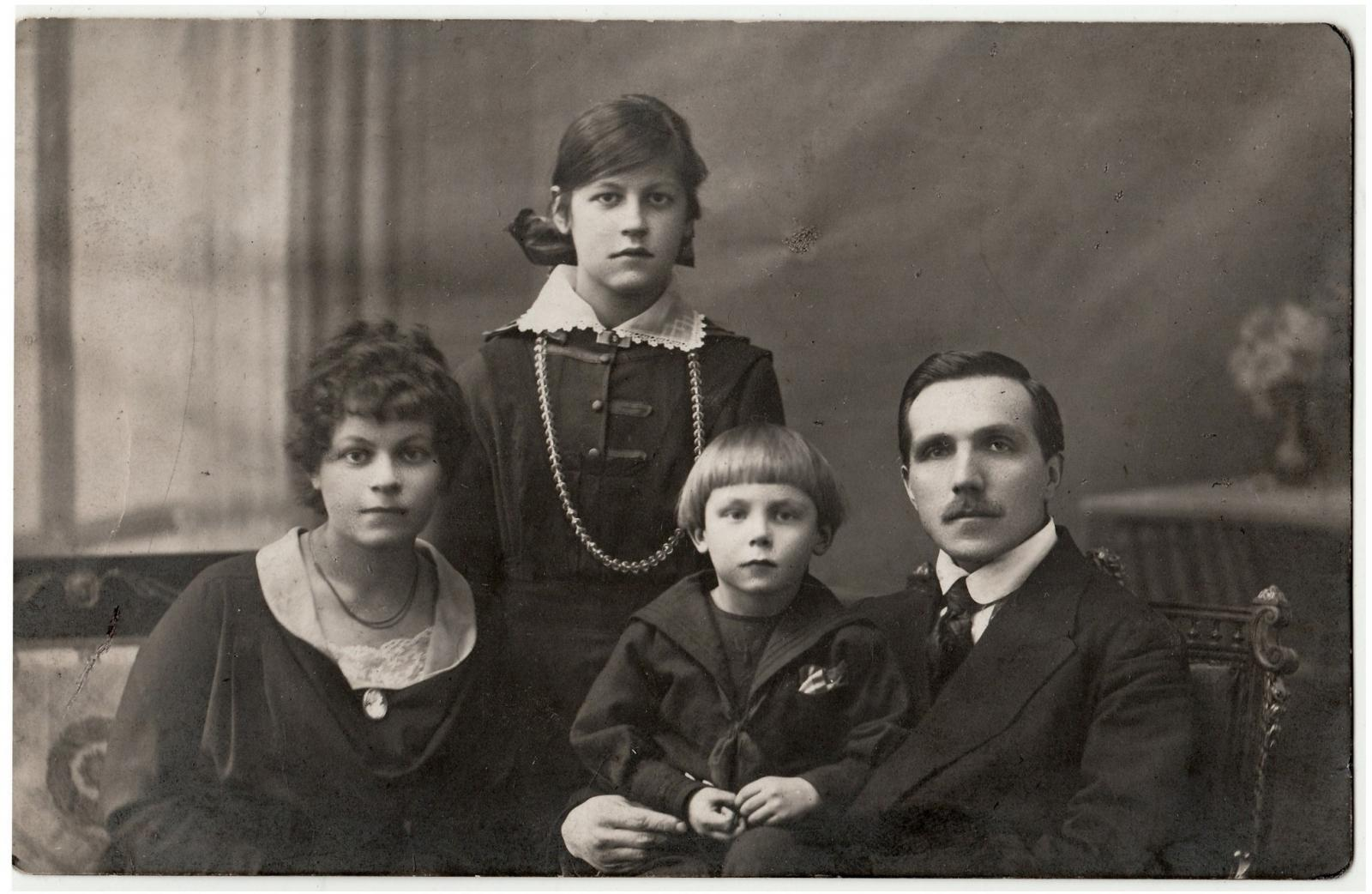
Сидят (справа налево): М. Ф. Квятковский, его сын Юрий и жена Ольга Яковлевна, стоит: сестра Ольги Марина Лейцингер.

- Жена — Ольга Яковлевна Квятковская, урождённая Лейцингер, дочь архангельского фотографа и городского головы Я. И. Лейцингера[3].
  - Сын — Юрий[3]
  - Сын — ?[3]

## Труды

### Книги
- Квятковский М. Ф. Строительные машины, механизмы и оборудование : Справочник / МПС СССР. Главжелдорстрой Запада. Оргвосстрой. Раздел 17: , Машины, станки и инструменты для обработки дерева / [Авт.: доц. М.Ф. Квятковский]. - Москва : Изд-во и 1-я тип. Трансжелдориздата, 1950. - 164 с.

### Статьи
- Квятковский М. Ф., проф. Производство тарной дощечки. // Пищевая промышленность СССР , вып . 11. 1944. стр . 38-41

## Адреса
- 1926 — Москва, Мясницкая ул., дом 13 , кв. 54[16].

### Рекомендуемые источники
- Дойков Ю. В. Почти счастливая судьба : до отхода «Красной стрелы» из Москвы в Петербург оставалось шесть часов, и до Волхонки, я махнул на «Водный стадион» к Ю. М. Квятковскому // Архангельск. — 1998. — 5 сент.
- Дойков Ю. В. Фотографии : Тимофей Петрович Синицын и Вальтер Георгиевич Чесноков (Вельск, авг. 1963) ; Алексей Алексеевич Иванов (суздальский политизолятор, 1930-е) ; Михаил Фёдорович Квятковский ; Т. П. Синицын с дочерью и женой // Вельск-Инфо — 2002. — № 46 (388) (6-13 нояб.).

## Комментарии
1. ↑  Электронный ресурс "Энциклопедический лексикон «Кольский Север»" приводит биографию эсера, члена Учредительного собрания Михаила Фёдоровича Квятковского во многом не соответствующую (включая дату рождения) другим источникам. Цитирую полностью это биографию расхождения выделены жирным шрифтом: "Квятковский Михаил Федорович, (1891–?), публицист, этнограф, член партии эсеров, депутат Учредительного собрания России от Архангельской губ. (избран 27.11.1917). Род. в Архангельской губ. Окончил Онежское городское училище. Учился в С.‑Петербургском университете. После февральской революции 1917 возглавил студенческий ревком университета. Член Петросовета первого состава. Председатель Архангельского губернского Совета и член Всероссийского съезда крестьянских депутатов. Октябрьскую революцию не принял. В Архангельске руководил изданием газеты «Возрождение Севера». Входил в первый и последний состав правительства Северной Области. В 1920‑х гг. под чужим именем жил в Ленинграде. Был арестован, после ссылки снова возвратился в Ленинград. Дальнейшая судьба неизвестна[1]."
2. ↑  Электронный ресурс "Католическая Россия" приводит такую биографию некоего Михаила Фёдоровича Квятковского, цитирую полностью: "Квятковский Михаил Федорович. Родился в 1882 году в Витебске. Получил высшее образование и был рукоположен. Служил в приходе в Харькове, позднее стал деканом. В 1926 — был арестован и осужден. Дальнейшая судьба неизвестна. Dzwonkowski Roman SAC. С. 320[7]." 

При совпадении имени, отчества, фамилии, года и места рождения утверждать, что речь идет именно о бывшем эсере, позднее профессоре Лесотехнического института без дополнительных данных преждевременно.
3. ↑  В списке авторов "Технической энциклопедии" 1927 года издания значится как "профессор", специалист по технологии дерева. Уточнить было ли уже тогда присвоено звание по иным источникам не удаётся[8].